# Centro Internacional de Estudios para la Conservación y la Restauración de los Bienes Culturales
El Centro Internacional de Estudios para la Conservación y la Restauración de los Bienes Culturales (ICCROM) es una organización intergubernamental dedicada a la preservación del patrimonio cultural en todo el mundo a través de programas de formación, información, investigación, cooperación y sensibilización pública. Tiene como objetivo el mejoramiento del área de la conservación-restauración y la sensibilización pública con respecto a la importancia y la fragilidad del patrimonio cultural.
La creación del Centro fue el resultado de una propuesta de la Conferencia General de la UNESCO que se llevó a cabo en Nueva Delhi en 1956. Tres años más tarde, el Centro se estableció en Roma, Italia, donde su sede permanece hasta el día de hoy.
El Centro Internacional de Estudios para la Conservación y la Restauración de Bienes Culturales responde a las necesidades de sus Estados miembros, que en la actualidad suman 136.

## Misión
La misión del ICCROM está definida por una serie de estatutos que se redactaron poco antes de su establecimiento (y se enmendaron el 25 de noviembre de 2009).
Artículo 1, Objetivos y funciones
El Centro Internacional de Estudios para la Conservación y la Restauración de los Bienes Culturales, en lo sucesivo denominado ICCROM, contribuirá a la conservación y restauración del patrimonio cultural a nivel mundial por medio de acciones que inicien, desarrollen, promuevan y faciliten las condiciones para dicha conservación y restauración. De manera específica, las funciones del ICCROM serán las siguientes:
1.	recopilar, estudiar, y poner en circulación información relacionada con cuestiones científicas, técnicas y éticas pertinentes a la conservación y restauración del patrimonio cultural;
2.	coordinar, estimular o instituir la investigación en este campo por medio, de manera específica, de trabajos asignados a expertos o cuerpos de expertos, encuentros internacionales, publicaciones e intercambios de especialistas;
3.	brindar asesoramiento y ofrecer recomendaciones sobre cuestiones generales o específicas relacionadas con la conservación y la restauración del patrimonio cultural;
4.	promover, desarrollar y proporcionar formación en relación con la conservación y la restauración del patrimonio cultural e incrementar el nivel y la práctica del trabajo de conservación y restauración;
5.	estimular las iniciativas que contribuyan a un mejor entendimiento de la conservación y la restauración del patrimonio cultural.

## Actividades
La misión del ICCROM se lleva a cabo a través de cinco áreas de actividad: formación, información, investigación, cooperación y sensibilización pública.

### Formación
El ICCROM contribuye a un incremento de las capacidades profesionales a través del desarrollo de materiales educativos, actividades de formación en todo el mundo, pasantías y becas de investigación. Desde el año 1965, el ICCROM ha ofrecido cursos a profesionales con experiencia en una amplia gama de temas que incluyen la conservación de sitios arqueológicos, la documentación arquitectónica e inventarios, la conservación del patrimonio construido, la toma de decisiones en el campo de la conservación, la gestión del patrimonio cultural, la conservación preventiva en museos y el manejo de riesgos para colecciones en peligro. Otros cursos se centran en materiales específicos tales como la piedra, la madera, o colecciones de imágenes y sonido. Existen también cursos sobre conservación del patrimonio en áreas regionales específicas, como la región árabe o el Sudeste Asiático.

### Información
La biblioteca del ICCROM es una de las fuentes de información más destacadas del mundo en el área de conservación y restauración del patrimonio cultural. Contiene más de 115.000 referencias registradas y 1.800 publicaciones especializadas en más de 60 idiomas. Además, el archivo contiene registros institucionales que datan desde la creación del ICCROM, como así también más de 200.000 imágenes del patrimonio cultural de la humanidad, relacionadas con las actividades científicas y educativas del ICCROM. La página web es un portal que contiene información exhaustiva sobre cursos, actividades, eventos internacionales y oportunidades de empleo y entrenamiento en el campo de la conservación.

### Investigación
El ICCROM facilita el desarrollo de una amplia red de profesionales e instituciones de la conservación, a través de los cuales organiza y coordina encuentros para concebir enfoques y metodologías en común. Además, fomenta la definición de acuerdos internacionales en cuanto a la ética, los criterios y los estándares técnicos de la práctica de la conservación. Cuenta con un laboratorio que es un punto de referencia y un recurso para profesionales, participantes de cursos, internos y becarios de investigación.

### Cooperación
El ICCROM lleva a cabo todas sus actividades junto con un gran número de colaboradores institucionales y profesionales. Asimismo, brinda sus servicios a los Estados miembros por medio de proyectos de colaboración, formación y asistencia técnica.

### Sensibilización pública
El ICCROM divulga materiales educativos y organiza talleres y conferencias para sensibilizar al público y conseguir apoyo en la tarea de conservación.

## Historia
Al finalizar la Segunda Guerra Mundial surgió la necesidad de reparar monumentos y otros tipos de patrimonio cultural que habían sido dañados o destruidos. Al mismo tiempo, otros países salían de la colonización y estaban ansiosos por industrializarse, reclamar y redefinir su identidad cultural y capacitar a personal para preservar su patrimonio.
A nivel internacional, no existía una formación cohesiva ni había organizaciones con el conocimiento necesario para guiar a los países en la reconstrucción y la protección de su patrimonio. Así fue que durante la Sexta Sesión de la Conferencia General de la UNESCO (1951), el gobierno suizo presentó una resolución que propuso el establecimiento de un centro internacional para fomentar el estudio y el conocimiento de los métodos de conservación a escala global. Al aprobar esta resolución se formó un comité de expertos para decidir el rol y las funciones de esta institución. En el folleto conmemorativo del 10.º aniversario del Centro (“La primera década 1959-1969”, páginas 12-13) Hiroshi Daifuku de la Sección para el Desarrollo del Patrimonio Cultural (UNESCO) explicó:
George-Henri Rivière (en ese momento Director del ICOM) fue nombrado Presidente de un subcomité del Comité Internacional de Monumentos de la UNESCO para la creación del Centro. Al analizar las funciones que se propusieron para el Centro (25 de septiembre de 1953), los miembros de este comité consideraron que una institución de este tipo podría, por ejemplo:
1.	trabajar sobre problemas fundamentales en el área de la conservación, como la iluminación;
2.	apelar a una amplia gama de especialistas de diferentes países;
3.	brindar información a los países que carecen de laboratorios;
4.	trabajar sobre problemas relacionados con la preservación de monumentos;
5.	coordinar la investigación y, al contar con una mayor autoridad moral, evitar que la restauración de obras de arte importantes quede en algún momento en manos de restauradores con poca formación.
Estas funciones se convertirían en la base de los estatutos del Centro.
En 1956, se aprobó esta resolución en la Novena Sesión de la Conferencia General de la UNESCO en Nueva Delhi y en 1957 se firmó un acuerdo entre el gobierno de la República Italiana y la UNESCO para establecer este Centro en Roma.
Con la adhesión de cinco Estados miembros en 1958, los estatutos entraron en vigor y el Centro se convirtió en una entidad legal. Se estableció la colaboración con otras instituciones de conservación europeas, concretamente el Instituto Central de Restauración de Italia (ICR, ahora ISCR) y el Instituto Real del Patrimonio Artístico (IRPA) de Bélgica. Se creó un consejo provisional nominado por la UNESCO para gobernar el Centro y en 1959 se inauguró dicho centro en Roma bajo la dirección del reconocido conservador del Museo Británico Harold J. Plenderleith. El historiador de arte belga Paul Philippot fue nombrado Director Adjunto y durante la primera Asamblea General, que se llevó a cabo en 1960, se eligieron los primeros miembros del Consejo.

### Cronograma
La siguiente es una cronología de los eventos principales en el desarrollo del Centro:
- 1956 - La Conferencia General de la UNESCO decide establecer un organismo de conservación.
- 1957 - Se firma un acuerdo entre la UNESCO e Italia para establecer el Centro en Roma. Austria se convierte en el primer Estado miembro.
- 1958 - Se adhieren cinco Estados miembros, convirtiendo al Centro en una entidad legal.
- 1959 - El Centro de Roma comienza a operar con Plenderleith como su primer Director.
- 1960 - Se lleva a cabo la primera Asamblea General.
- 1961 - Se inaugura la biblioteca y se convierte en una de las fuentes más destacadas de bibliografía sobre conservación.
- 1964 - El Centro participa en la redacción de la Carta de Venecia y en la salvaguarda de los monumentos del Valle del Nilo, incluidos los templos de Abu Simbel.
- 1965 - Se dicta el primer curso de Conservación arquitectónica (ARC).
- 1966 - El ICCROM coordina la primera respuesta internacional a las inundaciones en Florencia y Venecia.
- 1968 - Se dicta el primer curso de Conservación de pinturas murales (MPC).
- 1971 - Paul Philippot asume la Dirección y cambia el nombre de "Centro de Roma" a "Centro Internacional para la Conservación".
- 1972 - La UNESCO reconoce al Centro como órgano asesor de la Convención sobre la Protección del Patrimonio Mundial.
- 1973 - Se dicta el primer curso de Ciencia de la conservación (SPC).
- 1975 - Se dicta el primer curso de Conservación preventiva en museos.
- 1976 - Se dicta el primer curso de Conservación de piedra en Venecia. Se realizan trabajos de restauración luego del sismo en Friuli, Italia.
- 1977 - Se nombra como Director a Bernard M. Feilden, quien cambia el nombre del Centro a ICCROM.
- 1981 - El arqueólogo turco Cervat Erder se convierte en Director.
- 1982 - Se pone en marcha el Programa de Asistencia Técnica. Inicialmente proporciona equipamiento y recursos de bajo costo, materiales didácticos, bibliografía sobre conservación, suscripciones anuales a publicaciones sobre conservación y fotocopias a instituciones públicas y organizaciones sin fines de lucro.
- 1985 - Se crean programas regionales en colaboración con el Programa PREMA (Prevención en los Museos de África), una iniciativa a largo plazo para formar a los profesionales del África subsahariana en la conservación preventiva.
- 1986 - El ICCROM gana el Premio Aga Khan de Arquitectura por la conservación de la Mezquita de Al-Aqsa en Jerusalén.
- 1988 - Se nombra Director al arquitecto polaco Andrzej Tomaszewski. Se lleva a cabo el primer curso de Conservación de madera en Trondheim, Noruega.
- 1991 - Comienza la campaña Media Save Art, cuyo objetivo es la sensibilización de los niños en edad escolar con respecto a la fragilidad del patrimonio cultural.
- 1992 - Marc Laenen, director de museo e historiador de arte belga se convierte en director general.
- 1993 - Comienza el Programa NAMEC de formación en conservación en los países del Magreb. Se revisan las funciones en los estatutos del ICCROM para incluir la sensibilización pública.
- 1994 – El ICCROM comienza su presencia en línea. Se lanza el Programa PREMO de conservación en el Pacífico. Se redacta el Documento de Nara sobre Autenticidad en Japón.
- 1995 - Comienza el Proyecto de Conservación Integrada Urbana y Territorial (ITUC).
- 1996 - Se lleva a cabo el primer PAT (Curso Panamericano sobre la Conservación y el Manejo del Patrimonio Arquitectónico Histórico) en el sitio arqueológico de Chan Chan en Trujillo, Perú.
- 1997 - Se inaugura el Laboratorio Dr. Harold J. Plenderleith en el ICCROM.
- 1998 - Se lanza el Programa ÁFRICA 2009, que ofrece cursos sobre conservación del patrimonio inmueble en África subsahariana. Además, se firma un acuerdo entre el ICCROM y la universidad nacional de Benín, mediante el cual se crea la EPA (Escuela del Patrimonio Africano).
- 1999 - Se realiza el primer curso de Conservación de Urushi (laca japonesa).
- 2000 – El 23 y 24 de octubre de ese año se aprueba la Carta de Riga en Riga, Letonia, durante la Conferencia Regional sobre Autenticidad y Reconstrucción Histórica en Relación con el Patrimonio Cultural, presentada por el ICCROM.
- 2000 - El educador de la conservación y arqueólogo británico Nicholas Stanley-Price se convierte en el director general. Comienza a operar el Programa para el Desarrollo de Museos en África (PMDA, en la actualidad llamado CHDA) en Mombasa, Kenia.
- 2002 - Se establece el Programa de Pasantías y Becas de Investigación. Se lleva a cabo el primer curso sobre el Proceso de toma de decisiones en la conservación (Sharing Conservation Decisions).
- 2003 - El ICCROM comienza a organizar foros bianuales en Roma. El primero de los foros trata el tema del patrimonio religioso viviente. Comienza el primer curso sobre Documentación arquitectónica, inventarios, y sistemas de información para la conservación (ARIS).
- 2004 - Se lanzan los programas ATHAR (conservación de los sitios del patrimonio en la región árabe) y CollAsia 2010 (conservación de las colecciones del patrimonio en el Sudeste Asiático).
- 2005 - Se lleva a cabo en Roma el primer curso sobre Reducción de riesgos en colecciones.
- 2006 - Se nombra director general al arqueólogo argelino y director general asistente para la cultura de la UNESCO, Mounir Bouchenaki. El ICCROM celebra el 50.º Aniversario de la Resolución de la Conferencia General para la creación del Centro.
- 2007 - Se lleva a cabo el primer curso de Salvaguarda de colecciones de imágenes y sonido (SOIMA) en Río de Janeiro, Brasil. Se lleva a cabo el primer curso de Conservación del patrimonio construido (CBH) en Roma. Este curso es una evolución del curso ARC.
- 2008 - Se pone en marcha el Programa LATAM para la conservación en América Latina y el Caribe.
- 2009 - Concluye el Programa ÁFRICA 2009. El ICCROM celebra 50 años de actividad.
- 2010 - Concluye el Programa CollAsia 2010. CollAsia facilitó el desarrollo de capacidades profesionales en la región Asia-Pacífico para la conservación del patrimonio mueble y trabajó para educar sobre la importancia de la integración de las comunidades y el patrimonio intangible en el proceso de conservación. Se lleva a cabo la primera edición del curso Primeros auxilios para el patrimonio cultural (FAC) en Roma. Este curso que cuenta con el apoyo de múltiples socios se ofrece también en Haití como respuesta al sismo de 2010, y desde ese entonces se ha ofrecido en diferentes ediciones en todo el mundo.
- 2011 - Se elige a Stefano De Caro, arqueólogo italiano, como director general del ICCROM. Se lanza la plataforma RE-ORG en colaboración con la UNESCO, con el objetivo de proporcionar herramientas y asesoramiento para la reorganización de depósitos en museos pequeños.
- 2012 - Se lanza un nuevo programa para Gestión del riesgo en desastres (DRM).
- 2013 - Se lleva a cabo el Foro del ICCROM sobre ciencias de la conservación en octubre de 2013. Este foro reúne a profesionales de la conservación de todo el mundo para analizar la relevancia de la ciencia de la conservación en el marco de la agenda global.
- 2014 - Se inaugura el Centro de Conservación Regional ICCROM-ATHAR en Sharjah, Emiratos Árabes Unidos.
- 2015 - El ICCROM incluye el patrimonio cultural en los asuntos a tratar durante la Tercera Conferencia Mundial sobre la Reducción del Riesgo de Desastres (WCDRR), Sendai, Japón. Se lleva a cabo el curso FAC en Nepal para brindar apoyo a la recuperación del patrimonio pos emergencia luego del sismo de Nepal.
- 2016 - ICCROM presta asistencia a Birmania tras el terremoto a través de actividades de capacitación en el sitio arqueológico de Bagan.

## Estructura de la organización
La estructura de gobierno del ICCROM consiste en la Asamblea General, el Consejo y la Secretaría.

### Asamblea General
La Asamblea General está compuesta por delegados de todos los Estados miembros del ICCROM que se reúnen en Roma cada dos años para dictaminar las políticas de la organización, aprobar el programa de actividades y el presupuesto, y elegir el Consejo y el director general.
La Asamblea General también aprueba los informes sobre las actividades del Consejo y la Secretaría, determina la contribución de los Estados miembros y aprueba y revisa los estatutos y los reglamentos del ICCROM cuando es necesario.

### Consejo
Los miembros del Consejo del ICCROM se seleccionan entre los expertos más calificados en el campo de la conservación y restauración en todo el mundo. Para seleccionar a los miembros del Consejo, se tiene en cuenta que la representación de todas las regiones culturales del mundo sea equitativa, como así también la de todas las áreas de especialización relevantes.
El Consejo se reúne anualmente en la sede del ICCROM en Roma.

### Secretaría
La Secretaría del ICCROM consiste en el director general y el personal. El director general es responsable de la ejecución de los programas y actividades que se han aprobado. El personal se encuentra distribuido entre sectores que trabajan con el patrimonio inmueble (monumentos, sitios arqueológicos, ciudades históricas, etc.), el patrimonio mueble (p. ej. colecciones de museos), conocimientos y comunicación (la biblioteca y los archivos, publicaciones, la página web), el laboratorio didáctico y administración y finanzas.

## Estados miembro
- Afganistán – (07.02.2010)
- Albania – (02.04.1962)
- Alemania – (30.10.1964)
- Arabia Saudí – (18.02.2000)
- Argelia – (18.01.1973)
- Andorra – (04.06.1998)
- Angola – (04.06.1992)
- Argentina – (29.08.1988)
- Armenia – (05.05.2004)
- Australia – (26.06.1975)
- Austria – (20.05.1957)
- Azerbaiyán – (03.01.2002)
- Baréin – (15.12.2005)
- Bangladés – (18.10.2007)
- Barbados – (01.04.1985)
- Bélgica – (07.07.1959)
- Benín – (05.06.1986)
- Bolivia – (17.12.2004)
- Bosnia y Herzegovina – (19.07.2000)
- Botsuana – (02.02.2002)
- Brasil – (21.08.1964)
- Brunéi – (24.12.2005)
- Bulgaria – (12.01.1960)
- Burkina Faso – (04.01.1988)
- Camboya – (03.06.1961)
- Camerún – (03.06.1995)
- Canadá – (07.11.1978)
- Chad – (02.02.2000)
- Chile – (03.02.1981)
- Colombia – (18.05.1971)
- Côte d'Ivoire – (17.12.1985)
- Croacia – (18.10.1993)
- Cuba – (25.06.1971)
- China – (14.06.2000)
- Chipre – (02.05.1963)
- Dinamarca – (01.01.1973)
- Ecuador – (19.11.2003)
- Egipto – (05.11.1959)
- Emiratos árabes unidos – (22.01.2010)
- Eslovaquia – (24.11.2000)
- Eslovenia – (29.03.1996)
- España – (19.04.1958)
- Estados Unidos de América – (20.01.1971)
- Estonia – (09.02.2001)
- Etiopía – (05.12.1975)
- Federación rusa – (01.05.2014)
- Filipinas – (15.12.1983)
- Finlandia – (03.07.1981)
- Francia – (25.09.1964)
- Gabón – (20.03.1961)
- Gambia – (10.01.1999)
- Georgia – (23.12.2001)
- Ghana – (12.02.1959)
- Grecia – (17.03.1987)
- Guatemala – (18.09.1975)
- Guyana – (16.10.1999)
- Haití – (21.05.1992)
- Honduras – (26.05.1964)
- Hungría – (29.11.2017)
- India – (02.10.1961)
- Irán – (18.12.1972)
- Irak – (28.10.2011)
- Irlanda – (22.12.1986)
- Israel – (23.05.1958)
- Italia – (24.10.1960)
- Japón – (19.12.1967)
- Jordania – (06.07.1958)
- Kenia – (03.05.1998)
- Kuwait – (20.03.1962)
- Letonia — (31.03.2012)
- Líbano – (02.07.1958)
- Lesoto – (01.07.2007)
- Libia – (01.09.1959)
- Lituania – (21.10.1991)
- Luxemburgo – (18.12.1978)
- Macedonia del Norte – (12.10.1993)
- Madagascar – (03.09.1963)
- Malasia – (04.11.1966)
- Maldivas – (07.07.2012)
- Malí – (19.11.2003)
- Malta – (24.08.1965)
- Marruecos – (24.04.1958)
- Mauricio – (29.07.1998)
- Mauritania – (29.11.2009)
- México – (17.07.1961)
- Mónaco – (13.12.2007)
- Mongolia – (30.07.2003)
- Montenegro – (16.09.2007)
- Mozambique – (17.12.2003)
- Myanmar – (05.10.1987)
- Namibia – (28.11.1998)
- Nepal – (23.06.1969)
- Nicaragua – (30.08.1971)
- Nigeria – (12.12.1961)
- Noruega – (01.01.1980)
- Nueva Zelanda – (19.03.1987)
- Omán – (13.12.2003)
- Países Bajos – (14.04.1959)
- Pakistán – (30.10.1963)
- Paraguay – (21.06.1973)
- Perú – (05.02.1962)
- Polonia – (10.05.1958)
- Portugal – (14.09.1967)
- Catar – (26.04.2012)
- Reino Unido de Gran Bretaña e Irlanda del Norte – (04.01.1968)
- República árabe siria – (05.11.1959)
- República Checa – (30.03.1996)
- República de Corea – (22.07.1968)
- República del Congo – (18.04.1999)
- República Democrática Popular Laos – (21.06.2006)
- República dominicana – (20.02.1958)
- República unida de Tanzania – (21.04.2004)
- Ruanda – (17.12.2004)
- Rumanía – (19.06.1960)
- Senegal – (15.01.2006)
- Serbia – (17.06.1959)
- Seychelles – (05.10.2006)
- Sri Lanka – (04.09.1958)
- Suazilandia – 25.10.2007)
- Sudáfrica – (17.01.2004)
- Sudán – (10.11.1960)
- Suecia – (01.09.1969)
- Suiza – (25.03.1959)
- Tailandia – (08.02.1967)
- Togo – (11.09.2005)
- Trinidad y Tobago – (18.11.2007)
- Túnez – (21.05.1969)
- Turquía – (07.01.1969)
- Ucrania – (15.01.2016)
- Uruguay – (09.03.2002)
- Venezuela – (29.11.1989)
- Vietnam – (07.08.1972)
- Yemen – (18.06.2008)
- Zambia – (12.09.2003)
- Zimbabue – (19.11.1993)

## Directores generales
- Harold J. Plenderleith (1959–1971)
- Paul Philippot (1971–1977)
- Señor Bernard M. Feilden (1977–1981)
- Cevat Erder (1981–1988)
- Andrzej Tomaszewski (1988–1992)
- Marc Laenen (1992-2000)
- Nicholas Stanley-Precio (2000–2005)
- Mounir Bouchenaki (2006–2011)
- Stefano De Caro (2012–2017)
- Webber Ndoro (2018–presente)

## El Premio ICCROM
Desde 1979, el Premio ICCROM se ha otorgado a individuos que han realizado una contribución significativa al desarrollo de la institución, y que tienen un mérito especial en el área de la conservación, la protección y la restauración del patrimonio cultural. Este premio se entrega de manera bianual a uno o dos nominados seleccionados por el Consejo. La siguiente es una lista de las personas que han recibido el Premio ICCROM hasta el presente (en orden alfabético).
- Om Prakash Agrawal – (1993)
- Italo C. Ángulo – (1984)
- Gräfin Agnes Ballestrem – (1995)
- Mounir Bouchenaki – (2000)
- Cesare Brandi – (1979)
- Agnes Brokerhof – (2023)
- Giovanni Carbonara – (2017)
- Maurice Chehab – (1979)
- Paul Coremans – (1979)
- Hiroshi Daifuku – (1979)
- Abdel-Aziz Daoulatli – (2005)
- Guglielmo De Angelis d'Ossat – (1979)
- Vasile Dragut – (1990)
- Cevat Erder – (1997)
- Sir Bernard M. Feilden – (1995)
- Hans Foramitti – (1983)
- Albert Francia-Lanord – (1988)
- Piero Gazzola – (1979)
- Gaël de Guichen – (2001)
- Frédéric Gysin – (1979)
- Charles Gruchy – (1997)
- Tomokichi Iwasaki – (1986)
- Jukka Jokilehto – (2000)
- Marisa Laurenzi Tabasso – (2009)
- Raymond Lemaire – (1981)
- Johan Lodewijks – (1992)
- Zhou Lu – (2013)
- Stanislas Lorentz – (1979)
- Nils Marstein – (2009)
- Giovanni Massari – (1981)
- Katsuhiko Masuda – (2007)
- Laura Mora – (1984)
- Paolo Mora – (1984)
- Bruno Mühlethaler – (1988)
- Webber Ndoro - (2015)
- Colin Pearson – (2003)
- Paul Perrot – (1990)
- Paul Philippot – (1981)
- Harold J. Plenderleith – (1979)
- Gianfranco Pompei – (1979)
- Sir Norman Reid – (1983)
- Herb Stovel – (2011)
- Jean Taralon – (1984)
- Johannes Taubert – (1984)
- Garry Thomson – (1986)
- Agnes Timar-Balazsy – (2001)
- Giorgio Torraca – (1990)
- Gertrude Tripp – (1981)
- Giovanni Urbani – (1993)
- Arthur Van Schendel – (1979)